# مارك ألان هيويت
مارك ألان هيويت (بالإنجليزية: Mark Alan Hewitt)‏ هو كاتب سير ومؤرخ أمريكي، ولد في 31 مارس 1953.